# サン＝ブリ＝ル＝ヴィヌー
サン・ブリ・ル・ヴィヌー (Saint-Bris-le-Vineux) は、フランス中央部、ブルゴーニュ＝フランシュ＝コンテ地域圏ヨンヌ県の県庁所在地オセール郊外のコミューンである。

## 地理
オセールの北東20kmくらいの所にある、人口千人あまりの小さな村で、「絵のように美しいフランスの村」の一つである。村民の多くがぶどう栽培やワインの醸造に従事している。

## 人口統計
| 1962年 | 1968年 | 1975年 | 1982年 | 1990年 | 1999年 | 2006年 | 2009年 |
| ------ | ------ | ------ | ------ | ------ | ------ | ------ | ------ |
| 895    | 902    | 893    | 943    | 1015   | 1045   | 1095   | 1117   |

参照元:Insee,,

## 姉妹都市
- レア・グリーン、イギリス
- ショデン、ドイツ